# Легенда гор
«Легенда гор» (кит. трад. 山中傳奇, упр. 山中传奇, палл. Шань чжун чуань ци, англ. Legend of the Mountain) — кинофильм 1979 года, снятый режиссёром и продюсером Кингом Ху по сценарию Чун Лин. Главные роли исполнили Сюй Фэн, Сильвия Чжан и Ши Цзюнь. Съёмки проходили в Южной Корее в 1978 году. Кинокартина была удостоена пяти наград на 16-м Тайбэйском кинофестивале «Золотая лошадь».

## Сюжет
Учёному Хэ Юньцину поручено переписать древние буддийские сутры, поэтому он отправляется в старую крепость, чтобы выполнить задачу в тишине и покое. Тем не менее, покою приходит конец, когда появляются господин Цуй и его странный друг Чжан. Кроме них дают о себе знать и другие личности, такие как старуха-прачка Ван и девушка Лэ Нян, имеющая большой опыт игры на китайском барабане. Более того, после встречи с Нян, Юньцина начинают шантажировать, чтобы втянуть его в брак.

## В ролях
| Актёр         | Роль              |
| ------------- | ----------------- |
| Сюй Фэн       | Лэ Нян            |
| Сильвия Чжан  | Чжуан И-юнь       |
| Ши Цзюнь      | Хэ Юньцин         |
| Тун Линь      | Цуй Хунчжи        |
| Тянь Фэн      | старик Чжан       |
| Ын Минчхой    | лама              |
| Рэйнбоу Сюй   | тётушка Ван       |
| Чэнь Хуэйлоу  | даосист Ян        |
| Сунь Юэ       | генерал Хань      |
| У Цзясян      | дровосек          |
| Лу Чунь       | монах             |
| Кам Маньтхин  | прислужница       |
| Джон Сук      | госпожа Чжуан     |
| Цзинь Чангэнь | настоятель Фаюань |

## Съёмочная группа
- Компания: Prosperity Film Company Ltd.
- Продюсер: Кинг Ху
- Исполнительный продюсер: Вон Чёкхонь[кит.]
- Режиссёр: Кинг Ху
- Ассистент режиссёра: Фред Тань, Тун Линь
- Постановка боевых сцен: Ын Минчхой[кит.]
- Монтаж: Кинг Ху, Сиу Нам
- Грим: Ли Лицзюань
- Художник: Кинг Ху
- Оператор: Генри Чань
- Композитор: У Дацзян[кит.]

## Релиз на цифровых носителях
19 марта 2018 — дата выпуска Blu-ray в Великобритании от компании Eureka Entertainment. Издание представляет из себя отреставрированную версию оригинальной продолжительности в формате 4K со звуковой дорожкой LPCM (путунхуа) и английскими субтитрами. В комплект входит и DVD-диск.

## Производство
В 1977 году Кинг Ху заключил контракт на создание фильма с гонконгским кинопродюсером Вон Чёкхонем. Съёмки проходили в 1978 году в Южной Корее, где Кинг Ху одновременно снимал и другую свою картину «Дождь в горах» (1979).

## Восприятие
Режиссёрская версия фильма длилась три часа. Однако продюсер сократил версию для показов до ста минут, и она с треском провалилась. Тем не менее фильм был высоко оценён на международных кинофестивалях и был тепло принят западными кинокритиками и экспертами.
На сайте Rotten Tomatoes кинолента имеет рейтинг критиков в 100 % на основании 11 рецензий и оценку 8,80 балла из 10. На другом сайте-агрегаторе — Metacritic — средний рейтинг кинокритиков, исходя из 4 обзоров, составляет 67 баллов из 100.

## Награды и номинации
| Кинопремия                          | Категория                               | Лауреат / претендент         | Результат | Источник |
| ----------------------------------- | --------------------------------------- | ---------------------------- | --------- | -------- |
| 16-й кинофестиваль «Золотая лошадь» | «Лучший художественный фильм»           | Prosperity Film Company Ltd. | Номинация | [ 7 ]    |
| 16-й кинофестиваль «Золотая лошадь» | «Лучшая режиссура»                      | Кинг Ху                      | Победа    | [ 7 ]    |
| 16-й кинофестиваль «Золотая лошадь» | «Лучшая мужская роль»                   | Ши Цзюнь                     | Номинация | [ 7 ]    |
| 16-й кинофестиваль «Золотая лошадь» | «Лучшая женская роль»                   | Сюй Фэн                      | Номинация | [ 7 ]    |
| 16-й кинофестиваль «Золотая лошадь» | «Лучшая арт-режиссура»                  | Кинг Ху                      | Победа    | [ 7 ]    |
| 16-й кинофестиваль «Золотая лошадь» | «Лучшая операторская работа»            | Генри Чань                   | Победа    | [ 7 ]    |
| 16-й кинофестиваль «Золотая лошадь» | «Лучший монтаж»                         | Кинг Ху                      | Номинация | [ 7 ]    |
| 16-й кинофестиваль «Золотая лошадь» | «Лучшая оригинальная музыка для фильма» | У Дацзян                     | Победа    | [ 7 ]    |
| 16-й кинофестиваль «Золотая лошадь» | «Лучшая звукозапись»                    | Чау Сиулун                   | Победа    | [ 7 ]    |